# Onosandridus sakaniensis
Onosandridus sakaniensis är en insektsart som beskrevs av Kjell Ernst Viktor Ander 1938. Onosandridus sakaniensis ingår i släktet Onosandridus och familjen Anostostomatidae. Inga underarter finns listade i Catalogue of Life.